# Równanie całkowe
Równanie całkowe – równanie funkcyjne, w którym występuje całka zawierająca niewiadomą funkcję. Rozwiązać równanie całkowe oznacza znaleźć tę funkcję. Niekiedy wraz z funkcją niewiadomą występuje dodatkowa funkcja pod całką (zwana jądrem całki lub jądrem równania). Sposób rozwiązania równania na ogół zależy od postaci jądra. Równania całkowe rozwiązuje się często metodami przybliżonymi, nieanalitycznymi. Wielu równań całkowych nie sposób rozwiązać analitycznie. Wiele zagadnień fizyki prowadzi do równań całkowych.
Do najlepiej poznanych typów należą równania Volterry i Fredholma.

## Klasyfikacja równań całkowych
Równania całkowe klasyfikuje się według kryteriów:
(1) granice całkowania:
- obie granice całkowania są stałymi – równania całkowe Fredholma,
- choć jedna z granic całkowania jest funkcją – równanie całkowe Volterry,

(2) występowanie dodatkowej, znanej funkcji poza całką:
- równanie jednorodne – nie występuje dodatkowa funkcja,
- równanie niejednorodne – występuje dodatkowa funkcja,

(3) miejsce występowania niewiadomej funkcji:
- pierwszego rodzaju – niewiadoma funkcja występuje tylko pod całką,
- drugiego rodzaju – niewiadoma funkcja występuje pod całką oraz poza nią.

## Przykłady
(1) Równanie Fredholma pierwszego rodzaju – to najprostsze równanie całkowe
{\displaystyle f(x)=\int _{a}^{b}K(x,y)\,\varphi (y)\,dy,}
gdzie:
{\displaystyle \varphi (x)} – nieznana funkcja występuje tylko pod całką,
{\displaystyle f(x)} – znana funkcja,
{\displaystyle K(x,y)} – znana funkcja dwóch zmiennych (tzw. jądro równania),
{\displaystyle a,b} – stałe granice (charakteryzuje to równania Fredholma).
Jest to równanie niejednorodne bo {\displaystyle f(x)\neq 0.}
(2) Równanie Fredholma drugiego rodzaju – nieznana funkcja {\displaystyle \varphi (x)} występuje zarówno pod całką, jak i na zewnątrz niej
{\displaystyle f(x)=\varphi (x)+\lambda \int _{a}^{b}K(x,y)\,\varphi (y)\,dy.}
Jest to równanie niejednorodne bo {\displaystyle f(x)\neq 0.} Parametr {\displaystyle \lambda } jest nieznany i odgrywa rolę analogiczną do wartości własnej w algebrze liniowej.
(3) Równanie jest typu Volterra – jedna z granic całkowania jest zmienna:
a) równanie Volterra pierwszego rodzaju
{\displaystyle f(x)=\int _{a}^{x}K(x,t)\,\phi (t)\,dt,}
b) równanie Volterra drugiego rodzaju
{\displaystyle f(x)=\varphi (x)+\lambda \int _{a}^{x}K(x,y)\,\varphi (y)\,dy.}
Oba równania są niejednorodne, bo {\displaystyle f(x)\neq 0.}
W ogólności: Jeżeli znana funkcja {\displaystyle f(x)} jest zerowa, to równania całkowe nazywa się jednorodnymi. W przeciwnym wypadku mamy równania niejednorodne.